# Ośrodek zdrowia na pl. Kolegiackim w Poznaniu

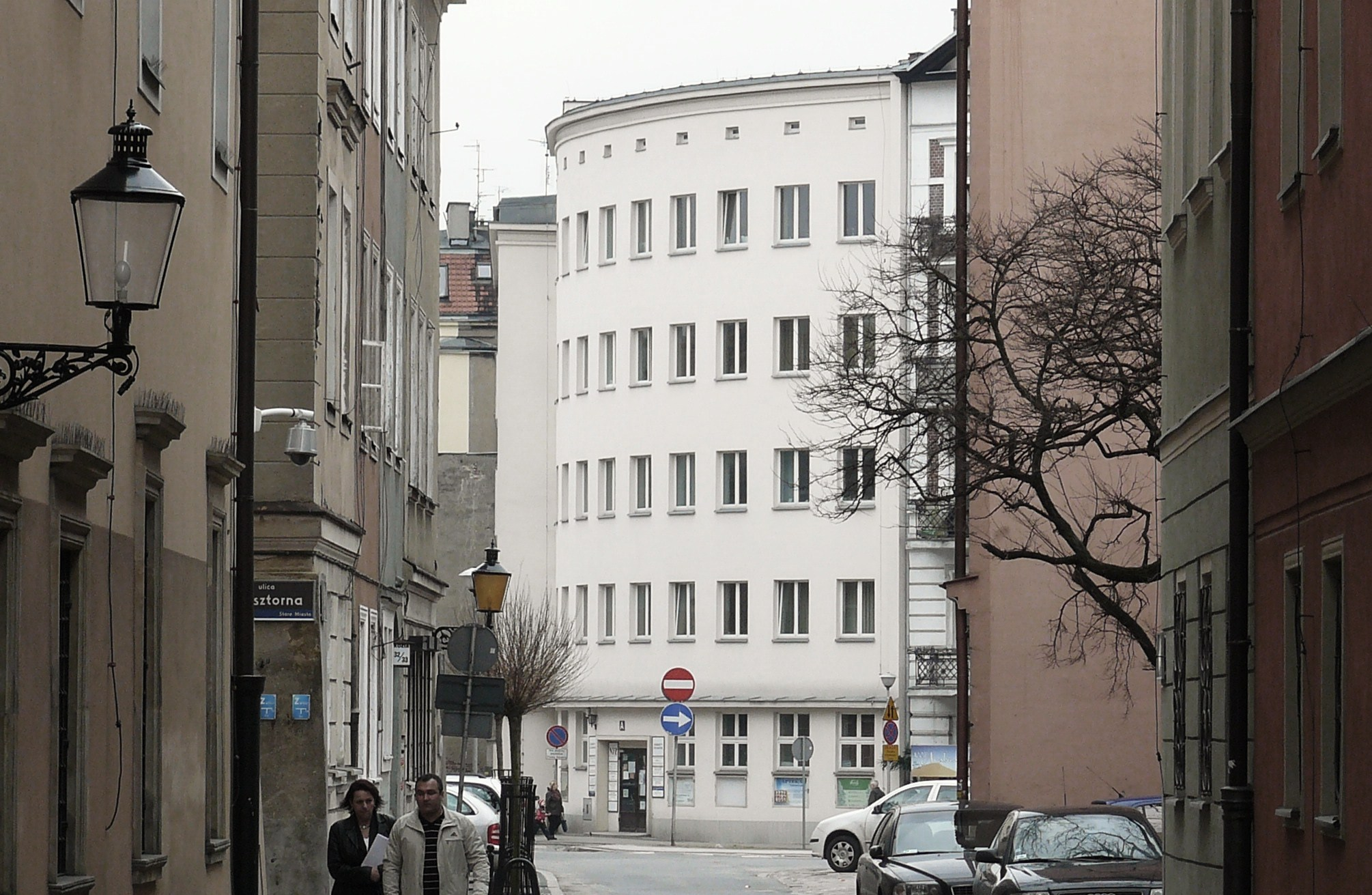
Ośrodek od strony zachodniej

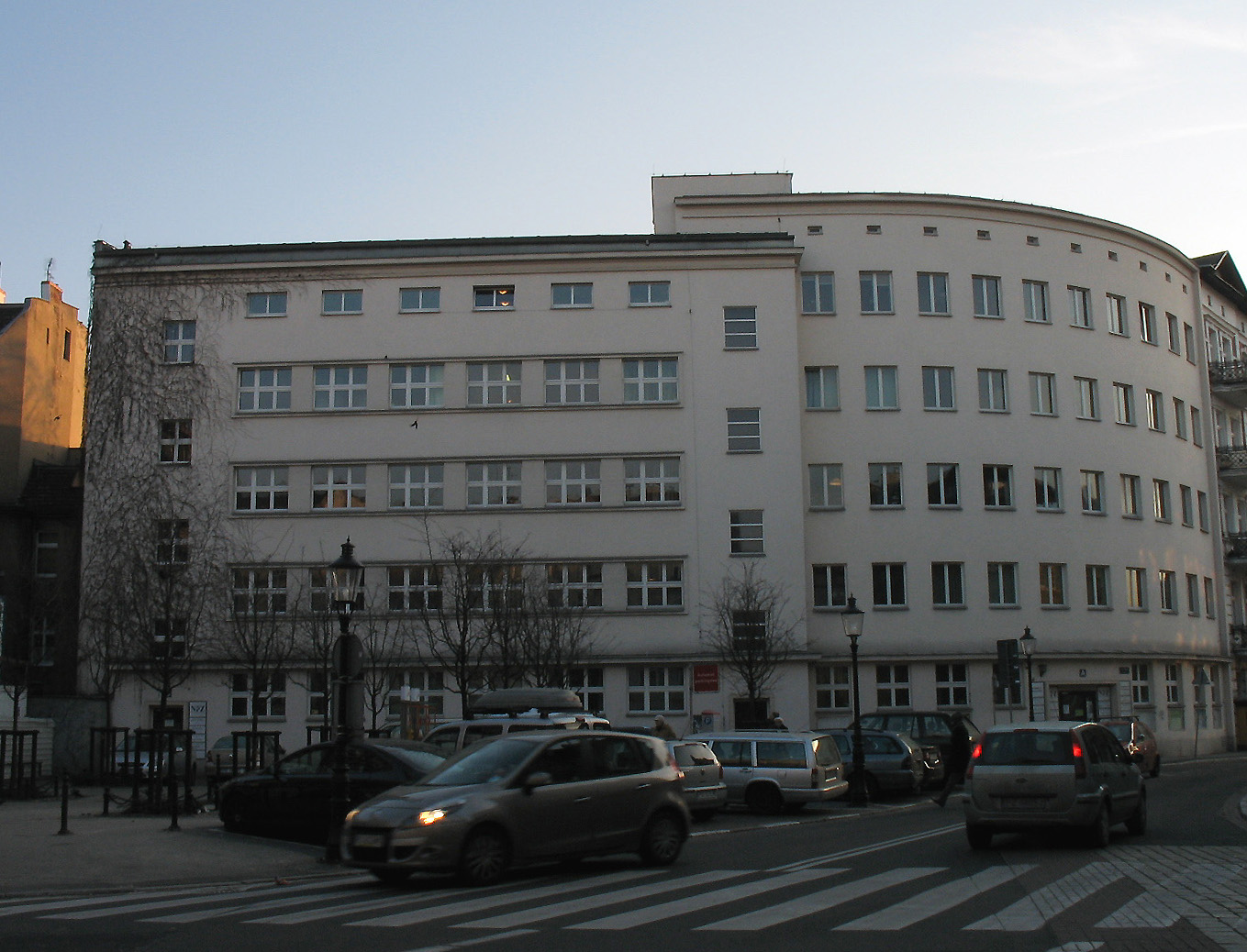
Ośrodek od strony północnej

Ośrodek zdrowia na pl. Kolegiackim w Poznaniu – najbardziej, oprócz domu handlowego na ul. Paderewskiego róg Szkolnej, awangardowy budynek modernistyczny, wzniesiony w obrębie poznańskiego Starego Miasta w okresie międzywojennym.
Projektantem obiektu był Jerzy Tuszowski, a budowa nastąpiła w latach 1936–1937 na parceli przy pl. Kolegiackim 12a, z dużą troską o ingerowanie w zabytkową substancję okolicznych budynków. Kompleks składa się z dwóch brył – niższej (prostokątnej) i wyższej (wyoblonej). Część wyoblona w wyważony sposób akcentuje miękką linię pierzei placu. Nie zachował się do naszych czasów maszt okrętowy wieńczący całość i poziome żłobkowania międzyokienne w części obłej. Oprócz poradni lekarskich w budynku znalazły się: łaźnia miejska, kuchnia mleczna dla ludności i mieszkania służbowe dla lekarzy. Była to druga realizacja dla służby zdrowia w Poznaniu w okresie międzywojennym, po przychodni przy ul. Słowackiego 43 (proj. Władysław Czarnecki, 1925). Budynek do dziś pełni funkcje ochrony zdrowia (przeszedł generalny remont w latach 1987–1991).
W sąsiedztwie Ośrodka znajdują się ważne zabytki kultury narodowej: fara poznańska (wcześniej: kolegiata św. Marii Magdaleny) oraz dawne Kolegium Jezuickie. Również w pobliżu, pod numerem 5, stoi klasycystyczna kamienica z lat 1802–1803, wzniesiona dla filantropa poznańskiego – Gotthilfa Bergera.